# Distrito electoral federal 7 de Guanajuato
El VII Distrito Electoral Federal de Guanajuato es uno de los 300 distritos electorales en los que se encuentra dividido el territorio de México para la elección de diputados federales y uno de los 15 en los que se divide el estado de Guanajuato. Su cabecera es la ciudad de San Francisco del Rincón.
Desde la distritación de 2017, se encuentra localizado en el extremo oeste del estado y lo forman los municipios de Manuel Doblado, Pénjamo, Purísima del Rincón y San Francisco del Rincón.

## Distritaciones anteriores

### Distritación 2005 - 2017
El Séptimo Distrito Electoral de Guanajuato se localizaba en la zona centro-oeste del estado de Guanajuato, y lo formaban los municipios de Purísima del Rincón, Romita, San Francisco del Rincón y Silao.

### Distritación 1996 - 2005
Entre 1996 y 2005 el Séptimo Distrito se localizaba en la misma zona pero su integración municipal variaba, lo integraban los municipios de Purísima del Rincón, San Francisco del Rincón y Romita como en la actualidad, pero sumados a los de Manuel Doblado y Cuerámaro.

## Diputados por el distrito
| Diputado                                | Grupo parlamentario | Legislatura         | Periodo     |
| --------------------------------------- | ------------------- | ------------------- | ----------- |
| Braulio Carballar                       |                     | III                 | 1863 - 1865 |
| José Rosas                              |                     | IV                  | 1867 - 1868 |
| Vacante                                 | Vacante             | V                   |             |
| José Rosas Moreno                       |                     | VI VII              | 1869 - 1875 |
| Ignacio Villavicencio                   |                     | VIII                | 1875 - 1878 |
| Eduardo Portu                           |                     | IX                  | 1878 - 1880 |
| Miguel Lara                             |                     | X                   | 1880 - 1882 |
| Alfonso Lancaster Jones                 |                     | XI                  | 1882 - 1884 |
| Pablo Chávez                            |                     | XII                 | 1884 - 1886 |
| Mariano Robles                          |                     | XIII                | 1886 - 1888 |
| Francisco G. Cosmes                     |                     | XIV                 | 1888 - 1890 |
| Luis Olivo                              |                     | XV                  | 1890 - 1892 |
| Carlos de Olaguibel y Arista            |                     | XVI                 | 1892 - 1894 |
| Rosendo Pineda                          |                     | XVII                | 1894 - 1896 |
| Rafael Lavista                          |                     | XVIII               | 1896 - 1898 |
| Pablo Escandón y Barrón                 |                     | XIX XX XXI XXII     | 1898 - 1906 |
| Vacante                                 | Vacante             | XXIII               | 1906 - 1908 |
| Pablo Escandón y Barrón                 |                     | XXIV XXV            | 1908 - 1912 |
| Miguel Díaz Infante                     |                     | XXVI                | 1912 - 1913 |
| Antonio Madrazo                         |                     | Constituyente XXVII | 1916 - 1918 |
| Mariano Leal                            |                     | XXVIII              | 1918 - 1920 |
| Agustín Arroyo Ch.                      | PLCL                | XXIX                | 1920 - 1922 |
| Ignacio García Téllez                   |                     | XXX                 | 1922 - 1924 |
| Isauro Solís                            |                     | XXXI                | 1924 - 1926 |
| Francisco Álvarez                       | PRG                 | XXXII XXXIII        | 1926 - 1930 |
| David Ayala                             |                     | XXXIV               | 1930 - 1932 |
| Rafael Patiño                           |                     | XXXV                | 1932 - 1934 |
| Juan Benet A.                           |                     | XXXVI               | 1934 - 1937 |
| José Aguilar y Maya                     |                     | XXXVII              | 1937 - 1940 |
| Arnulfo Rosas                           |                     | XXXVIII             | 1940 - 1943 |
| Guillermo Aguilar y Maya                |                     | XXXIX               | 1943 - 1946 |
| Manuel Rocha Lassaulx                   |                     | XL                  | 1946 - 1949 |
| Melitón Cárdenas V.                     |                     | XLI                 | 1949 - 1952 |
| Oliverio Ortega Martínez                |                     | XLII                | 1952 - 1955 |
| Jesús Madrigal Yáñez                    |                     | XLIII               | 1955 - 1958 |
| Javier Guerrero Rico                    |                     | XLIV                | 1958 - 1961 |
| Manuel Moreno Moreno                    |                     | XLV                 | 1961 - 1964 |
| Enrique Gómez Guerra                    |                     | XLVI                | 1964 - 1967 |
| María de los Ángeles Contreras Martínez |                     | XLVII               | 1967 - 1970 |
| Jesús Arroyo García                     |                     | XLVIII              | 1970 - 1973 |
| Francisco González Martínez             |                     | XLIX                | 1973 - 1976 |
| Enrique León Hernández                  |                     | L                   | 1976 - 1979 |
| Ignacio Vázquez Torres                  |                     | LI                  | 1979 - 1982 |
| Álvaro Uribe Salas                      |                     | LII                 | 1982 - 1985 |
| Arturo Ruiz Morales                     |                     | LIII                | 1985 - 1988 |
| Álvaro Uribe Salas                      |                     | LIV                 | 1988 - 1991 |
| Rafael Sánchez Leyva                    |                     | LV                  | 1991 - 1994 |
| Luis Manuel Jiménez Lemus               |                     | LVI                 | 1994 - 1997 |
| José García Cerda                       |                     | LVII                | 1997 - 1998 |
| José de Jesús García León               | 1998 - 2000         | LVII                |             |
| Juan Carlos Sáinz Lozano                |                     | LVIII               | 2000 - 2003 |
| Juan Manuel Dávalos Padilla             |                     | LIX                 | 2003 - 2006 |
| Jaime Verdin Saldaña                    |                     | LX                  | 2006 - 2009 |
| Cecilia Arévalo Sosa                    |                     | LXI                 | 2009 - 2012 |
| María Guadalupe Velázquez Díaz          |                     | LXII                | 2012 - 2015 |
| Ricardo Ramírez Nieto                   |                     | LXIII               | 2015 - 2018 |
| Michel González Márquez                 |                     | LXIV LXV            | 2018 -      |

## Elecciones de 2009
|  | Partido Acción Nacional                        |  | Cecilia Arévalo Sosa         |
|  | Partido Revolucionario Institucional           |  | Ricardo Ramírez Nieto        |
|  | Partido de la Revolución Democrática           |  | Rosa Evelia Guerrero Pérez   |
|  | Coalición Salvemos a México (PT, Convergencia) |  | Guadalupe Aburto Mendoza     |
|  | Partido Verde Ecologista de México             |  | Eliseo Coronado Hernández    |
|  | Partido Nueva Alianza                          |  | Jesús Enrique Origel García  |
|  | Partido Socialdemócrata                        |  | José de Jesús Morales Quiroz |